# WRC 5 FIA World Rally Championship
WRC 5 FIA World Rally Championship (o anche WRC 5 ) è un simulatore di guida prodotto da Kylotonn e Bigben interactive, basato sul Campionato del mondo rally 2015, con licenza ufficiale. È il seguito di WRC 4 FIA World Rally Championship ed è stato pubblicato il 16 ottobre 2015. È il primo videogioco della serie prodotto anche per le console di ottava generazione.